# 応報刑論
応報刑論（おうほうけいろん）とは、刑罰は過去の犯罪行為に対する正義的制裁として犯人に苦痛を与えるためのものだとする考え方をいう。
応報刑論は、犯罪は害悪、すなわち悪であるから、この悪行に対して、害悪をもって「報いる」ことが刑罰であり、そうした応報が刑罰の本質でなければならないとする思想である。つまり、刑罰の本質を応報でなければならないと理解する思想であり、最も古くから主張された考え方である。
なお、「応報」とは仏教の「因果応報」から引用された日本特有の表現に過ぎず、英訳(retribution)・仏訳(rétribution)・独訳(Vergeltung)とあるように、法源的にも本来は「報復刑」と訳すべきところは留意が必要。
絶対的応報刑論、相対的応報刑論、法律的応報刑論の3種が知られる。
有名な「ハムラビ法典」の「目には目を」に起源がある。植松正など現代の刑法学者も取り入れている考え方である。

## 絶対的応報刑論
絶対的応報刑論とは、刑罰とは正義の名の下における応報そのものであって、犯罪が悪とすると刑罰は悪に対する悪反動であり、動と反動とは均衡していなければならず、悪反動であるから刑罰の内容は害悪でなければならないという考え方をいう。よって刑の目的とは、犯罪の予防などではなく、犯罪予防の見地とは無関係にそれが「応報であるということのみ」によって正当化される。いわば、正義の見地から刑罰によって犯罪を相殺しようとする考え方である。
カントやヘーゲルによって主張され、刑罰の目的に関する絶対主義と結びついた。

## 相対的応報刑論
相対的応報刑論とは、刑罰が応報であることを認めつつも、刑罰は同時に犯罪防止にとって必要かつ有効でなくてはならず、犯罪防止の効果がありそのために必要な範囲内での(相対的な)応報を認めるとする考え方をいう。犯罪の予防という刑罰の目的を考慮する点で絶対的応報刑論と異なっている。
フォイエルバッハは、理性的な人間であれば、犯罪による快楽＜刑罰による苦痛という不等式を理解するならば、その人は犯罪を回避するはずという心理強制説を提唱し、その後一般予防論を含みつつ相対的応報刑論の発展に寄与した。

## 法律的応報刑論
法律的応報刑論とは、刑罰とは法の違反である犯罪に対する法的応報であり、道義的あるいは倫理的な報いではないという考え方をいう。つまり法律を破るという「悪行」は犯罪であり、刑罰とは犯罪に対する報い、償いであるとする。応報が正当化されるのは、その刑罰が犯罪の予防に役立ち、人々の規範意識や要求と合致しなければならない。